# American Bully
Pour les articles homonymes, voir Bully.
L’American Bully est une race de chiens de compagnie issue du croisement entre l'American Staffordshire Terrier et l'American Pit Bull Terrier, voire quelques autres molosses. Quatre principales catégories sont définies par L'American Bully Kennel Club : Pocket, Standard, Classic et XL. Suivant sa morphologie, il peut être classé comme chien de catégorie 1 ou 2 en France, et la catégorie XL est interdite en Grande-Bretagne, après plusieurs attaques par des chiens.

## Histoire
La race est créée durant les années 1980, 1990, sur la base de l'American Staffordshire Terrier et l'American Pit Bull Terriers complétés par plusieurs races de type bulldog. Elle a été créée dans le but d'être un chien de compagnie,. Elle est reconnue par l'United Kennel Club (UKC) depuis le 15 juillet 2013. Elle n'est en revanche pas reconnue par la Fédération cynologique internationale. Non reconnu par la SCC (Société centrale canine), les individus ne sont également pas inscriptibles au Livre des origines français.
Alors que certains des éleveurs fondateurs, à savoir le propriétaire de Razor's Edge, Dave Wilson, affirment qu'ils n'utilisent que les deux races (l'American Staffordshire Terrier et l'American Pit Bull Terriers) pour produire les chiens désirés, il existe un consensus pour utiliser au moins cinq autres races. Il s'agit du bouledogue américain, du bulldog anglais, du bulldog anglais d'Olde (en), du Staffordshire Bull Terrier et du bouledogue français,.

## Caractéristiques et catégories
L'American Bully Kennel Club (ABKC) définit quatre catégories en se basant sur la taille, sans spécification de poids. Toutes ces variantes doivent suivre la même norme avec des modifications mineures.
Cette race est caractérisée par une petite taille, une grosse tête, une poitrine large, un museau court et large, le dos court et une grosse ossature.

### Le classic
Le style original de l'American Bully est le classic. Ces chiens ne présentent pas des caractéristiques exagérées comme dans les autres catégories. Le classic est un chien plus léger que le standard, avec la même taille. Les mâles doivent mesurer de 43 à 51 cm au garrot, tandis que les femelles doivent mesurer de 41 à 48 cm.

### Le standard
L'American Bully standard doit donner l'impression d'une grande force par rapport à sa taille. C'est un chien compact et de taille moyenne à grande avec un corps musclé et une tête massive. Il doit avoir l'apparence d'une ossature lourde avec une structure et un aspect volumineux. Il n'y a pas de condition de taille ; il ne doit pas paraître obèse.

### Le pocket
Le pocket se distingue du standard par sa taille à l'âge adulte. Les mâles mesurent entre 36 cm et 43 cm maximum au garrot. La femelle mesure de 33 cm à 40 cm. Les aspects nécessaires sont ceux du standard, avec un corps lourdement musclé, massif et volumineux.

### Le XL
Le XL est la catégorie la plus variée. Il se différencie du standard par sa taille adulte. Le mâle mesure de 51 cm à 57 cm, tandis que la femelle mesure de 48 cm à 54 cm au garrot. Le corps est lourdement musclé, massif et volumineux.

## Dangerosité
À la suite de plusieurs agressions dont deux mortelles, la catégorie XL est interdite au Royaume-Uni le 31 octobre 2023,,.
En France, les chiens issus de croisement de divers molosses, sont de facto considérés comme chien de catégorie 1. N'ayant aucun standard ni reconnaissance SCC ceux-ci ne peuvent prétendre à la catégorie 2. L'American Bully peut entrer dans ce cadre. Afin d'éviter le classement en première catégorie, le propriétaire peut effectuer une diagnose chez un vétérinaire.
Plusieurs agressions de chiens American Bully contre des humains ont été reporté dans la presse,,,.

## Galerie

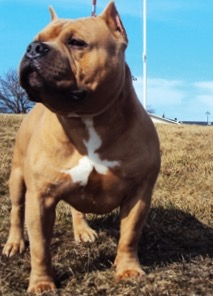
American Bully mâle.
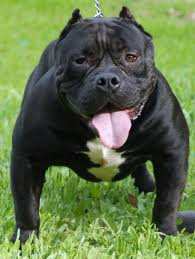
American Bully standard.
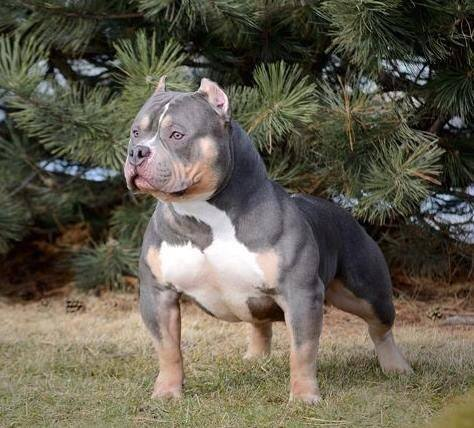
American Bully pocket.